# Erythrococca macrophylla
Erythrococca macrophylla är en törelväxtart som beskrevs av David Prain. Erythrococca macrophylla ingår i släktet Erythrococca och familjen törelväxter. Inga underarter finns listade i Catalogue of Life.